# Тетерин, Николай Дмитриевич
Николай Дмитриевич Тетерин (22 ноября 1907 года, Москва — неизвестно) — советский военный деятель, полковник (1943 год).

## Начальная биография
Николай Дмитриевич Тетерин родился 22 ноября 1907 года в Москве.

## Военная служба

### Довоенное время
В 1925 году призван в ряды РККА и направлен на учёбу во 2-ю Московскую военно-пехотную школу, после окончания которой с 1928 года служил в Ленинградском военном округе на должностях командира взвода сначала в 47-м стрелковом полку, дислоцированном в городе Боровичи, а затем — во 2-м отдельном штрафном батальоне, дислоцированном селе Грузино (Чудовский район, Новгородская область).
В сентябре 1931 года назначен на должность курсового командира Ленинградской Военно-политической школы имени Ф. Энгельса, а с апреля 1933 года служил на должностях командира сначала 13-й, затем 127-й отдельных местных стрелковых рот, выполнявших задачи по охране военных складов № 54 (Ленинград) и № 46 (м. Котово, Окуловский район, Ленинградская область), а с апреля 1937 года служил в 269-м стрелковом полку на должностях командира стрелковой роты, роты технического обеспечения и начальника штаба батальона.
В июле 1938 года назначен на должность помощника начальника 1-й части штаба 90-й стрелковой дивизии, однако в ноябре того же года стал слушателем 2-го курса 1-го факультета Военной академии имени М. В. Фрунзе, после окончания которого с сентября 1939 года находился в распоряжении Военного совета Киевского военного округа и в ноябре того же года направлен в штаб Одесского военного округа, где был назначен на должность помощника начальника отделения 1-го отдела, а затем — на должность начальника 3-го отделения и старшего помощника начальника 1-го отделения оперативного отдела.

### Великая Отечественная война
В июле 1941 года назначен на должность старшего помощника начальника 1-го отделения оперативного отдела штаба 9-й армии (Южный фронт), которая принимала участие в приграничном сражении на восточном берегу Прут, а также в боевых действиях северо-восточнее Кишинёва и в обороне на Днестре в его нижнем течении, Южном Бугу и Днепре.
В феврале 1942 года Тетерин назначен на должность начальника 1-го отделения штаба 339-й стрелковой дивизии, однако в марте того же года был откомандирован в Северокавказский военный округ, где назначен на должность начальника штаба формировавшейся стрелковой дивизии, однако после прекращения её формирования состоял в распоряжении Главного управления кадров НКО и в мае назначен на должность начальника штаба 339-й стрелковой дивизии, которая вела принимала участие в боевых действиях в ходе обороны Кавказа, а летом и осенью 1943 года — в освобождении Кубани и Тамани. С декабря того же года дивизия после форсирования Керченского пролива принимала участие в освобождении Крыма, а также городов Керчь, Феодосия, Алушта и Ялта.
В августе 1944 года назначен на должность начальника штаба 55-го стрелкового корпуса. В период с 27 августа по 2 октября Тетерин исполнял должность командира этого же корпуса, который выполнял задачи по охране крымского побережья, а также занимался боевой подготовкой. С конца 1944 года корпус в составе 21-й армии вёл боевые действия в ходе Сандомирско-Силезской, Верхнесилезской и Пражской наступательных операций.

### Послевоенная карьера
После окончания войны служил в штабе Центральной группы войск. В июле 1946 года был переведён в Уставное управление Генштаба Вооружённых Сил СССР, а в 1948 году — в Управление военной комендатуры Советского сектора Берлина.
В 1949 году назначен на должность начальника военной кафедры при Новосибирском сельскохозяйственном институте, а в 1953 году — на должность председателя Томского областного оргкомитета ДОСААФ.
Полковник Николай Дмитриевич Тетерин в апреле 1956 года вышел в запас.

## Награды
- Орден Ленина;
- Три ордена Красного Знамени;
- Орден Кутузова 2 степени;
- Орден Отечественной войны 1 степени;
- Орден Красной Звезды;
- Медали.